# 肖谷欣
肖谷欣（？—），中国外科专家、政治人物，中国农工民主党中央委员会原常务委员，湖北省政协原副主席，第九届全国政协委员。